# Junction Road järnvägsstation

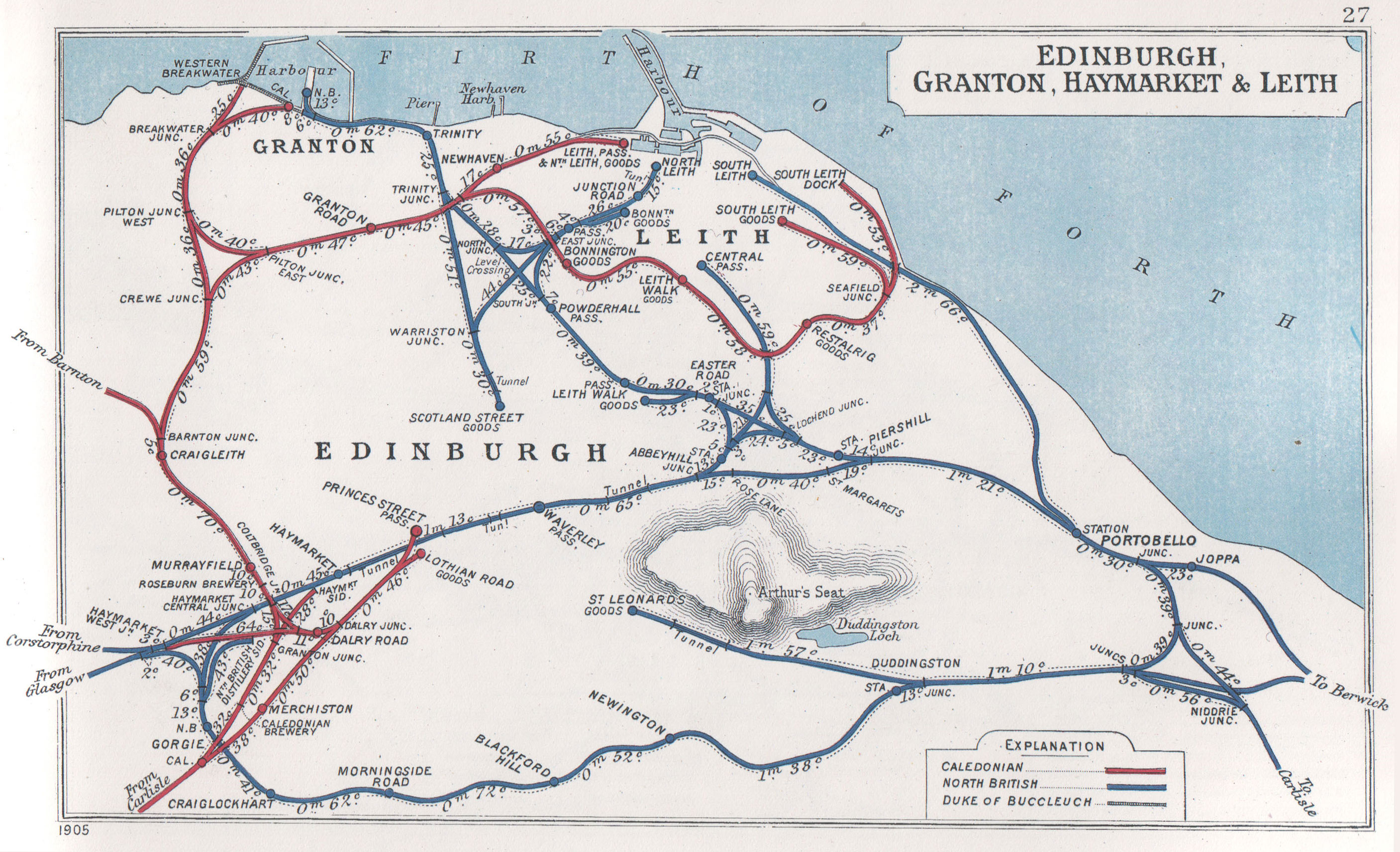
Järnvägsnätet i Edinburgh och Leith 1905.

Junction Road station var en station i Leith, Skottland. Stationen var i bruk från 1869 till 1947 på linjen Edinburgh, Leith and Newhaven Railway som drevs av North British Railway. 

## Historia
Stationen öppnade för trafik 1 maj 1869 och bestod av ett dubbelspår och en plattform på södra sidan av spårområdet. Från stationen gick det ett stickspår mot nordöst till ett kollager. 
Stationen stängde januari 1917 men öppnade igen 1 april 1919. 1923 döptes stationen om till Junction Bridge. 16 juni 1947 gick sista passagerartåget från stationen. Ställverket för stationen lades ner 1952. 